# XGen Studios
XGen Studios Inc. és una empresa publicadora i desenvolupadora de videojocs en Flash a Internet i CD/DVD. Creada el 2001 per Skye Boyes, XGen Studios és actualment situada a Alberta, Canadà. La seva web té 3 milions de visites de jugadors al mes.

## Videojocs creats per XGen Studios
- Defend Your Castle
- Cinderfall
- Fishy
- Graffiti
- MotherLoad
- Stick RPG
- Stick RPG Complete
- Stick RPG 2
- Stick Arena
- Stick Arena: Go Ballistick!